# Kata Bethlen
Kata Bethlen (n. 30 noiembrie 1700, Bahnea, Mureș, România – d. 29 iulie 1759, Făgăraș, Brașov, România) a fost prima scriitoare maghiară din epoca barocă.

## Viața
Kata Bethlen a fost fiica contelui Sámuel Bethlen (1663-1708) și a soției acestuia, Borbála Nagy Tamás. În casa tatălui ei, curatorul Colegiului Reformat de la Aiud, a dobândit o educație aleasă împreună cu cei patru frați ai săi. Cei cinci copii s-au sprijinit reciproc pe tot parcursul vieții, mărturie în acest sens fiind corespondența lor.
Unchiul ei, Miklós Bethlen, a fost cancelarul principatului Transilvaniei. 
Kata Bethlen are opt ani când tatăl ei moare, iar mama ei ca să-și crească copiii, se căsătorește cu István Haller, care era catolic, dar nu și-a forțat niciodată copiii vitregi să-și părăsească religia. Tragedia lui Kata Bethlen nu începe cu moartea tatălui ei, ci cu căsătoria cu fratele vitreg, László Haller.
Viața ei a fost petrecută în lupta pentru religia reformată, din momentul în care la vârsta de șaptesprezece ani a fost forțată să se căsătoreasca cu László Haller, fiul vitreg preferat al mamei sale. În ciuda protestului și disperării lui Kata, care face apel la vârsta fragedă, mama ei o căsătorește cu un bărbat căruia nu i-ar obiecta, dar care nu împărtășește credința ei. Familia soțului ei și preoții convertitori au făcut tot ce au putut pentru a o converti pe domnișoară, iar hărțuirea lor nu s-a încheiat după moartea lui Haller (1719).  Se nasc cei trei copii ai lor, Sámuel [1718–1720], Pál [1718–1794], Borbála [1719–1770], dar înstrăinarea nu încetează și chiar crește până în ziua în care soțul moare. László Haller moare de ciumă, soția lui are grijă de el și îl mângâie. La scurt timp, primul său copil, Samuel, moare și el, provocând o mare durere lui Bethlen Kata, care se agață din nou de credința sa și scrie „Când mă pregăteam pentru înmormântare, primul meu fiu, Samuel, s-a îmbolnăvit. L-am iubit pe acest copil al meu cu mare fervoare, astfel încât dragostea mai mare a unei mame pentru copilul ei nu poate fi închipuită; dar dragostea mea a fost întotdeauna cu o rugăciune către Dumnezeu, ca Dumnezeul meu să-mi ia înainte de a putea alege între bine și rău și să nu-și permită să-și spurce sufletul cu această lume.”. Nu și-a forțat niciodată copiii vitregi să-și părăsească religia.
În 1722 s-a recăsătorit cu contele József Teleki al Bisericii Reformate, fiul cancelarului Mihály Teleki, care era cunoscut ca un bun fermier, un om care și-a respectat familia și religia, pe care Kata l-a simțit ca fiind un soț potrivit, deoarece împreună puteau onora pe Dumnezeu cu o singură inimă și gură. Cu toate acestea, perioada petrecută cu Teleki nu i-a adus lui Kata pacea râvnită, deoarece începe lupta cu familia Haller pentru creșterea copiilor din prima căsătorie, care sunt luați de lângă ea după o lungă luptă și continuă să se îndepărteze de mama lor în spirit.
Bethlen Kata scrie mai târziu despre ei: "Până acum, fiul meu, Paul Haller, a vrut să se aplice mie cu suficientă ascultare. Se poate crede că încă din copilărie a fost învățat că erezia este proprietatea mamei sale și nici nu poate realiza onestitatea și ascultarea față de mama sa cu o inimă atât de curată cât ar fi cuvenită; dar indiferent de motivul pe care îl face, îmi este suficient să-i arăt ascultarea.
Dar fiica mea, Borbála Haller, de îndată ce a crescut atât de mult încât m-ar putea măgula ca o inimă înșelătoare, iar spatele meu, dacă ar putea să se potrivească, ar putea răni religia mea și alte condiții, nu a trecut-o. Când a observat că îl știu și îl supăr, el s-a negat în orice moment cu un strigăt cumplit și un blestem. A vrut să le arate artificial altora că mă iubește cu multă blândețe, atât de mult încât sufletul său să fie într-un chin continuu, încât i-am supărat; și acest lucru l-a făcut cunoscut, mai presus de toate, cu care putea vorbi, chiar și înaintea unei națiuni străine pedig. Și fiica mea nu a regretat că m-a anunțat că sunt de o natură foarte dificilă, aș putea să cred cu ușurință orice împotriva ei. Au fost și cei care, chemându-i cuvântul, m-au făcut să vreau să găsesc eclipsa mai degrabă în mine decât în el".
Din a doua căsătorie, se nasc zece copii (László, Sára, Zsuzsanna, József, Judit, Zsigmond, Gábor, Klára, István, Júlia), pe care crede că îi crește cu mare bucurie și speră că de data aceasta Dumnezeu i-a „construit o casă permanentă”. Cel mai mare, Zsigmond, a fost un copil frumos, puternic, isteț și ascultător, un fel nu din această lume, care la vârsta de nouă ani și jumătate a părăsit viața pământească, lăsând o altă rană în sufletul lui Kata Bethlen. Amărăciunea a fost adâncita de moartea timpurie a următorilor doi copii mai mici într-un an, Gábor la vârsta de șapte ani și Klára la vârsta de doi ani și a culminat cu moartea lui Jozsef Teleki (1732)
Mă uitam deja la toate astea cu mare amărăciune în fiecare zi: în sfârșit aș fi lăsat cu bucurie amărăciunea mea pentru copiii mei, aș fi putut câștiga doar viața domnului meu; dar nici lui Dumnezeu nu i-a plăcut; dar după cinstea sa în ziua a cincea, cu o pregătire foarte bună, vorbind continuu, luat de la mine, nu poate fi scris amărăciunii mele, la Sibiu, în anul 1732, în prima zi a lunii Sfântului Andrei, iar Dumnezeul meu mă lasă ca o colibă în podgoria culesă singură. O, dragă har! ce putere mi-ai dat pentru ca crucea mea grea să îndure; locuiește în mine, până la ultima mea odihnă.
După moartea lui József Teleki, membrii familiei sale, care până atunci o primiseră cu dragoste pe Kata Bethlen, depuneau toate eforturile pentru a-și dobândi partea de proprietate și, din moment ce nu au putut să o facă în mod legal, îi plâng viața cu calomnie. Așadar, lupta cu oamenii nu vrea să se termine, ea devine cu adevărat permanentă în viața lui Bethlen Kata.
De atunci, pe fondul proceselor de moștenire cu familia Teleki și frecvente boli lungi, și-a petrecut viața în văduvie, „orfelinat” pe moșiile sale din Hévíz și Sorostély, în conacul său din Fogaraș.
Marcata profund de tragedia familiei sale, de durerile fizice și psihice, Kath Bethlen a încercat să-și contracareze chinurile cu o activitate practică plină de viață. Conduce o fermă, înființează o horticultură, își supraveghează fabrica de hârtie și magazia de sticlă, își caută iobagii scăpați și angajează o armată de meșteri. Se luptă cu o energie incredibilă pentru a repara daunele provocate de dezastrele naturale, grindină, inundații și incendii. De asemenea, dobândește cunoștințe medicale și își vindecă servitorii și membrii din mediul său cu mare competență.
Ea își avantajează proprietățile îngrijite construind un paraclis și o biserică pentru o ecclesia oprimată de papiști și ajută biserica din Făgăraș să devină școală pentru educația fetelor nobile. Viața sa, care devenise necunoscută, a fost aproape dizolvată în Biserica Reformată, pentru care a însemnat nu numai crez, ci și cultura și literatura maghiară. Ea a făcut tot posibilul pentru a stimula viața științifică și literară protestantă din Transilvania, găsind un excelent tovarăș de ajutor în cel mai mare cărturar transilvănean din deceniile mijlocii ale secolului al XVIII-lea, Peter Bod, care a fost preot de curte între 1743 și 1749. În calitate de colecționar pasionat de cărți, Biblioteca maghiară a cumpărat mai mult de cinci sute de manuscrise scrise în cele două secole precedente și le-a tipărit în limba maghiară.
În această femeie cu o dispoziție veselă, batjocorind superstițiile religiei papiste și moștenind practicitatea reformatorilor puritani, evlavia pietistică a crescut ca rezultat al constrângerii externe și al anxietății spirituale într-un pasionat, care amintește de misticii medievali. Nu a devenit un scriitor profesionist, nici măcar la fel de mult ca Miklós Bethlen și Rákóczi sau nefericitul său predecesor poetic, Kata Szidónia Petrőczi. Scrierile sale își datorează valoarea faptului că sunt capabile să reflecte și să-și proiecteze caracterul, spiritualitatea lor aparent incredibilă, contradicțiile extreme ale personalității lor.
Consolidează credința reformată în așezările aparținând moșiilor sale, creeând infrastructura: construiește școli, parohii și oferă echipamente adecvate. În Olthévíz a început ea însuși viața bisericească, în 1737 a construit o mică biserică din lemn pentru a exercita venerația lui Dumnezeu cu zel. 
Acordă o atenție specială școlilor, pe care le numește grădinile de flori ale bisericii și dă mulți bani pentru a o sprijini, asigură salariul profesorului, cumpără manuale: gramatică, rudimente, cateheză, alfabete, psalmi și face mici cadouri pentru copii, pentru ai încuraja să învețe. Scopul său nu este doar de a preda scrisul și citirea, ci și de a răspândi adevărata credință și de a o grava cât mai profund în sufletele copiilor.
Între 1743 și 1749, Mihály Ajtai (Abod) și Péter Bod și- au susținut studiile la Leiden pe cheltuiala sa, apoi l-a angajat pe acesta din urmă ca pastor de curte și bibliotecar. Preotul erudit din secolul al XVIII-lea, a slujit în curtea sa, o mare plăcere pentru Kata Bethlen, a cărei curte a fost un adevărat centru cultural în această perioadă, în care s-au transformat multe personalități importante ale epocii. Se știe că avea o bibliotecă semnificativă, colectând peste 500 de maghiari, produsele din cele două secole precedente. Celelalte piese din bibliotecă dezvăluie și un colecționar înverșunat. Își lasă cărțile la Colegiul Reformat Nagyenyed, urmând exemplul răposatului ei soț, József Teleki.
Putem cunoaște sinele ei mai feminin, starea ei de spirit naturală din aproximativ două scrisori și jumătate supraviețuitoare. În anii solitari de văduvie, ea a devenit corespondentă ocazională, aproape o scriitoare de scrisori profesionistă și, deși stilul scrisorilor aristocratice are reprezentante feminine proeminente printre predecesorii săi (Rákócziné Lórántfi Zsuzsanna, Apafiné Bornemisza Anna, Thökölyné Zrínyi Ilona), nu există nivel. Ea cunoaște bine tradițiile scrisului de scrisori în limba maghiară, cu modalitățile ceremoniale și informale, familiare de contact social. Pe alocuri păstrează formulele de curtoazie alungite caracteristice literei baroce, dar prin aptitudinea sa, prin frecvența scrierii scrisorilor, prin flexibilitatea sufletului feminin cultivat, ea dezbracă patriotismul stilului de scrisoare patriarhal transilvănean; aduce schimbarea stării de spirit și a culorii, a vieții în frunzele sale conturate. Inima sa se bucură de „o foarte frumoasă scrisoare frățească”; primește scrisori de „consolare”, „vizită”, trimiterea de „salut” și „invitare” scrisori sau răspuns cu litere „triste”. Abilitățile sale de scris mărturisesc stilistul său născut; și chiar dacă nu putea scăpa de agitația frazelor alungite, țesute în mod complicat, de simplitatea și eleganța sa lingvistică surprinzătoare, de directivitatea sa rafinându-se în conversație și de străduința sa de a scrie cu gust, eclectic. Pe lângă Mikes, Kata Bethlen este cel mai excelent reprezentant maghiar al scrisorii de tip familial, „lettre familière”. În cele mai apropiate scrisori către „fratele meu László Teleki” și „fratele meu Eszter Ráday”, există câteva detalii vii scrise cu „farmecul microfonelor” de la animalul de companie și bucuria de a scrie. Intenția literară spontană pândește deja în tonul literelor adevărate, în stilul literelor naturale, fără toate aceste ceremonii solemne, patos și retorică. În ea, ca și în predecesorii săi autobiografici: János Kemény și Miklós Bethlen, îndelungata practică de a scrie o scrisoare a dezvoltat curajul necesar pentru a începe o operă literară mai solicitantă. 
Între anii 1742 și 1751, a scris cele șaisprezece rugăciuni de inspirație poetică care, cu un discurs introductiv, Defensive strong pais (Sibiu 1759) a fost, de asemenea, publicat în tipar. Opera sa de scriitor de rugăciuni este legată de vechile tradiții ale literaturii lirice contemplative și de practica vie a genului literar popular, și prin conținut și emoție față de direcția modernă a pietății puritane și a devoțiunii pietiste. 
Kata Bethlen a fost un scriitor conștient de rugăciune, o rugăciune constantă, pe măsură ce Miklós Bethlen a ajuns în închisoare. Experiențele sale surprind momentele răpirii spirituale a pietății baroce; sunt însărcinate cu neliniște, auto-vina și criză spirituală, simt reînnoire și dor de viață, în propriile lor cuvinte spun recunoștință. Pe lângă aceste mărturisiri lirice, multe detalii ale autobiografiei mărturisesc rugăciunea involuntară a ceea ce are de spus în timp ce scrie. Ea a inclus toate rugăciunile sale, cu excepția uneia, în marea sa operă și chiar dacă cartea de rugăciuni este separată de gen, se potrivește perfect stilului cognitiv al Autobiografiei.
În prezent, Autobiografia trunchiată a lui Kata Bethlen, compusă din 218 de capitole scurte, poate fi împărțită în două părți pe baza timpului și modului de scriere și, în consecință, a caracterului său literar. Scriitoarea a început să-și înregistreze viața la începutul anilor 1740 și, în momentul scrierii, a finalizat acest memoriu retrospectiv în 1744. Cu toate acestea, ea nu și-a închis opera, dar a continuat-o în fiecare an sau chiar perioade mai mici, acum puțin mai aproape de genul jurnalului și, uneori, să se abțină de la includerea literelor și periratelor în opera sa. 
Deși lucrarea sa a apărut tipărită la scurt timp după moartea sa, probabil datorită lui Péter Bod; Cu toate acestea, scurta descriere a vieții lui Kata a contelui Bethleni Bethlen (Cluj-Napoca 1762) nu conține totuși întreaga lucrare, contrar intenției inițiale a tipografului István Páldi: se întrerupe. Cenzura, motivele familiale sau alte considerații au determinat tiparul să-i mutileze cartea.
Autobiografia lui Kata Bethlen este ultima lucrare pe scară largă a literaturii de memorie baroc maghiare, cântecul de lebădă al genului. Scriitorarea a cunoscut și a păstrat în biblioteca sa autobiografiile lui János Kemény și Miklós Bethlen, totuși opera sa a fost în mare parte pasionată, confesiunile lirice ale lui Rákóczieste este care o deosebește de toți predecesorii săi.
Extinzând cadrul vieții sale personale, ea și-a pus viața în slujba unei cauze mai mari, „reformata religio” persecutată, „comunitatea destinului” pe care a simțit-o. Viața privată înregistrată literalmente a devenit astfel de semnificație socială.
Discursul preludiu în abanos se îndreaptă către cititor la fel ca predecesorii săi. „Lumescul” caută să-și descrie viața între multe încercări și fantome foarte scurt, fără a „spurca” pe alții. Înoată în vârtejul adânc al fantomelor secrete, lasă-le să vadă ... Pot, mai presus de toate, să fiu un exemplu care este neputincios în mine și nu prin sfatul cărnii și sângelui muritor, ci prin harul divin, pot convinge pe toată lumea. "formă, punctul este nevoia spirituală de spovedanie.
Bethlen Kata a murit la 29 iulie 1759 în Fogaras, la 11 a.m., și a fost îngropată în biserica reformată de acolo.
Nepotul său, hramul reformatilor maghiari, József Teleki, care locuiește la Viena, scrie următoarele despre mătușa sa imediat ce a ajuns vestea morții ei și a lăsat acesta să fie ultimul nostru cuvânt: „figura ei veselă nu a fost ușor de schimbat chiar prin văicărelile sale (adică boală), fără milă și dăruire de orice pretenție: grozavă și cu mintea care transcende propriul gen. Nu este necesar să-o lăudăm în multe cuvinte, pentru că acțiunile sale sunt lăudate mai presus de orice. Sunt cunoscute de toți oamenii obișnuiți, cineva a cunoscut-o, dar chiar și cei care nu au înțeles să o cunoască au dat un vot exemplar al evlaviei sale." 

## Lucrări
Prima carte a apărătorului pais puternice
- Este o piatră memorială pentru o ascunzătoare, adunată din bijuteriile rugăciunilor frumos lăudate lui Hristos Isus ; Brauer Ny., Levoča, 1726
- O piatră memorială a disimulării, făcută din pietrele prețioase ale dorinței paznicilor la cele mai mărețe laude ale sfântului nume al lui Hristos Iisus, făcută și crescută de un ascunzător în inima lui „însuși” ; János Margitai, Debrecen, 1733
- Paisaj puternic și protector (Sibiu, 1759)
- O scurtă descriere a vieții contelui Bethleni Kata de ea însăși (prima ediție a operei nu are anul și locul. Se presupune că a fost realizată în tipografia István Páldi din Cluj-Napoca în 1762.)
- Descrierea contelui Bethleni Bethlen despre viața lui Kata de unul singur ; ed. Miklós K. Papp; Stein J., Cluj-Napoca, 1881
- Contele Szék Józsefné Teleki bethleni Scrierile și corespondența contesei Bethlen Kata. 1700-1759, 1-2. ; bronzat. Lajos Szádeczky Kardoss; Grill, Bp., 1922
- Autobiografia lui Bethlen Kata ; comanda de presă, intrare, notă Mihály Sükösd; Ficțiune, Bp., 1963 (secole maghiare)
- Autobiografia lui Bethlen Kata ; prelucrare text, postfață, notă. István Bitskey; Szépirodalmi, Bp., 1984 (Biblioteca ieftină)
- Scrisorile orfane ale lui Bethlen Kata ; sub ordin de presă. Melinda Lakatos-Bakó; Eparhia reformată a Transilvaniei, Cluj-Napoca, 2002
- Autobiografia lui Bethlen Kata ; Fapadoskonyv.hu, Bp., 2010 (Grădini deschise, memorii feminine)
- Cartea doctorului Bethlen Kata. Anno 1737 ; sub ordin de presă. Margit S. Sárdi; Attractor, Máriabesnyő, 2012 (Intra Hungariam ...)

## Lucrări despre arta, ediții fictive
- Peter Bod : Contele demn de târziu al lui Bethlen Kata din Bethlen Kata a inclus în poeziile sale viața seculară a măreției sale și distribuția sa fericită (1762)
- János Vásárhelyi : Bucuria lui Kata, orfan Bethlen. O imagine a vieții din conacul Bethlen Kata ; Minerva, Cluj-Napoca, 1930
- Géza Kiss of Hegyaljai: The Life of Kata Bethlen ; National Reformed Charity Association, Bp., 1939 (People-Friendly)
- Elisabeta cea Mare: Coroana orfanului Kath din Bethlen ; Reformed Charity Association, Debrecen, 1939 (People-Friendly)
- Gyula Szabó : Rodostó a fost biciul tău? Rapoarte istorice speciale ; Kriterion, București, 1991
- István Kocsis : Orphan Kata Bethlen. Cinci drame ; Ungaria Superioară, Miskolc, 1998
- Mica sculptură a Judit Józsa
- Drama lui László Németh
- István Kocsis: Orphan Kata Bethlen (Începătorul)